# Zuncho (armado)
El zuncho o zunchado es, en arquitectura, una abrazadera de metal o de otro material con cualidades semejantes cuya finalidad es reforzar elementos como cañones o estructuras para el paso, entre otros. Este tipo de zuncho metálico se emplea para armar la estructura de una construcción con hormigón.